# Угуев, Заур Ризванович
За(в)у́р Ризва́нович Угу́ев (род. 27 марта 1995, Хасавюрт, Дагестан) — российский борец вольного стиля, олимпийский чемпион, чемпион мира 2018 и 2019 годов, чемпион Европы 2025 года, неоднократный чемпион России, призёр чемпионатов Европы 2017 и 2018 годов, победитель Кубка мира, Заслуженный мастер спорта России.

## Спортивная карьера
Родом из села Чагаротар (Хасавюртовский район). Кумык. Член сборной России по вольной борьбе с 2016 года. Тренируется под руководством Шеме Шемеева.
В 2018 году в Будапеште на чемпионате мира одержал верх во всех проведённых поединках. В финале переиграл казахстанского спортсмена Нурислама Санаева и завоевал золотую медаль, став чемпионом мира.
В 2019 году в Астане на чемпионате мира сумел повторить свой успех и вновь стал чемпионом мира.
21 июня 2023 года в финале чемпионата России в Каспийске одолел Артёма Гобаева и стал шестикратным чемпионом России. 
1 мая 2024 года в Подмосковье на чемпионате России в финале одолев Башира Магомедов, в седьмой раз стал победителем чемпионатов страны.
В апреле 2025 года на чемпионате Европы в Братиславе в весовой категории до 61 кг завоевал золотую медаль. В финальной схватке одолел соперника из Армении Арсена Арутюняна.

## Достижения
- Чемпионат России по вольной борьбе 2025 (Москва);
- Кубок памяти Ивана Ярыгина 2025 (Красноярск);
- Чемпионат России по вольной борьбе 2024 (Москва);
- Чемпионат России по вольной борьбе 2023 (Каспийск);
- Гран-при Иван Ярыгин 2023 (Красноярск);
- Чемпионат России по вольной борьбе 2022 (Кызыл);
- Чемпионат России по вольной борьбе 2021 (Улан-Удэ);
- Чемпионат России по вольной борьбе 2020 (Наро-Фоминск);
- Чемпионат России по вольной борьбе 2018 (Одинцово);
- Чемпионат России по вольной борьбе 2017 (Назрань);
- Гран-при «Иван Ярыгин» (Красноярск, 2018);[4]
- Гран-при «Иван Ярыгин» (Красноярск, 2017);
- Первенство России среди юниоров (Ачинск, 2013);
- Первенство мира среди юношей (Баку, 2012);
- Первенство мира среди юношей (Венгрия, Зомбатели, 2011).

## Награды
Государственные
- Орден Дружбы (11 августа 2021 год) — за достижения на Олимпиаде в Токио [5].

Региональные
- Орден «За заслуги перед Республикой Дагестан»